# مارازا
مارازا (به مجاری:  Maráza) یک منطقهٔ مسکونی در مجارستان است که در ناحیه موهاچ واقع شده‌است.